# 세이빙 호프
《세이빙 호프》(Saving Hope)는 2012년부터 2017년까지 CTV 텔레비전 네트워크에서 방영된 드라마이다.